# Rein van Duijnhoven
Rein van Duijnhoven (* 5. September 1967 in Veghel) ist ein ehemaliger niederländischer Fußballspieler.

## Karriere
Nach Anfängen beim VV Nuenen kam van Duijnhoven über den TSV LONGA aus Tilburg und Helmond Sport 1994 zum MVV Maastricht. Als Torwart beim MVV Maastricht gelang ihm in der Saison 1995/96 ein Tor, welches zum Tor des Jahres in den Niederlanden gewählt wurde. Es war allerdings kein Abstoßtor, wie häufig angenommen wird, sondern ein Freistoßtor aus über 80 Metern.
1999 wechselte der Torwart nach Deutschland zum damaligen Bundesliga-Absteiger VfL Bochum. Zunächst war er Ersatzkeeper hinter Thomas Ernst, den er aber noch während der Saison 1999/2000 aus der Stamm-Elf verdrängte, wobei er zum Publikumsliebling und zur Kultfigur des VfL Bochum avancierte. In der Saison 2001/02 wurde van Duijnhoven zum besten Zweitliga-Torwart gewählt. Auch in der Bundesliga war „RvD“ ein Leistungsträger des VfL. Er wurde von den Fans als „weltbester Torwart“ gefeiert, als das Team unter Peter Neururer 2003/04 zum zweiten Mal den Einzug in den UEFA-Pokal erreichte. In dieser Saison war „RvD“ maßgeblich an diesem Erfolg beteiligt, da er 13 Heimspiele und 911 Minuten im eigenen Stadion ohne Gegentor blieb. Damit hält er bis heute den Rekord, für die längste Zeit ohne Gegentor im eigenen Stadion.
Im Sommer 2006 wurde sein Vertrag nach dem direkten Wiederaufstieg des VfL Bochum in die Fußball-Bundesliga nicht verlängert, da sich seine Verletzungen ab 2005 häuften und van Duijnhoven nur noch wenige Spiele beschwerdefrei bestreiten konnte. „Der Holländer“ beendete seine Profikarriere im Alter von 38 Jahren beim Ruhrgebietsclub. In seiner Zeit beim VfL Bochum absolvierte er 119 Bundesligaspiele und 61 Spiele in der 2. Bundesliga; hinzu kamen elf Einsätze im DFB-Pokal.
Seit der Saison 2020/21 stand van Duijnhoven beim niederländischen Zweitligisten Roda Kerkrade, als Torwarttrainer unter Vertrag. Zuvor war er in gleicher Position zwölf Jahre mit Unterbrechung bei seinem Ex-Klub Helmond Sport tätig.

## Trivia
2007 erhielt van Duijnhoven im Helmonder Karneval den Titel eines „Karnevalsprinzen“.